# Pero Goterrez
Pero Goterrez fue un trovador leonés del siglo XIII.

## Biografía
No quedan datos biográficos. Por su obra, se sabe que era caballero. Estudiosos como Carolina Michaëlis sostienen que fue un trovador portugués activo en la corte de Alfonso III, sin embargo, estudios recientes lo identifican con Pedro Gutiérrez un noble que tuvo los cargos de merino mayor y teniente de las torres de la ciudad de León.

## Obra
Se conservan una cantiga de amor y una cantiga de escarnio y maldecir.